# Otorten

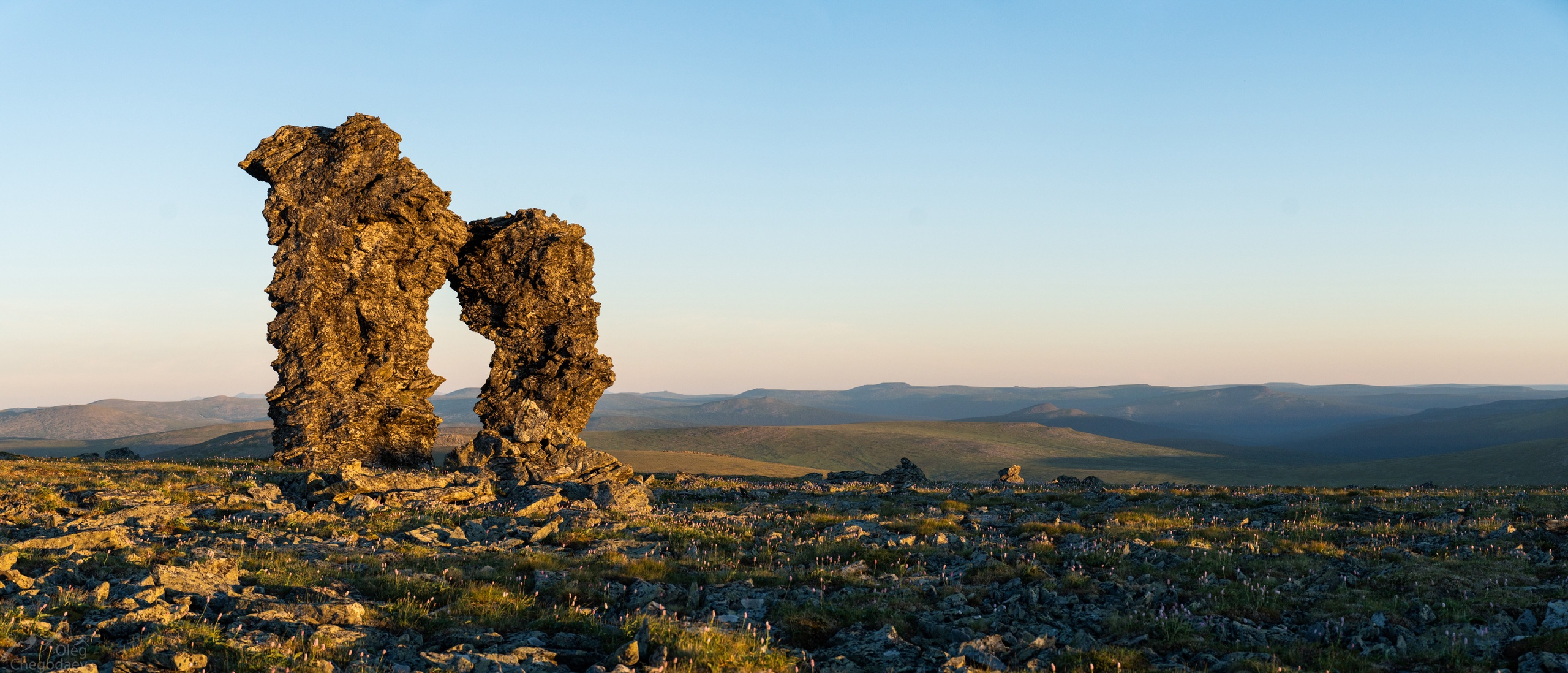
Otorten, 2022.

Otorten, eller Gora Otorten,  är ett berg i det ryska länet Sverdlovsk oblast i Ryssland.
Det var detta berg en grupp på nio skidåkare var på väg till, när de råkade ut för Olyckan vid Djatlovpasset 1959. Gruppen leddes av Igor Djatlov, som trots sina 23 år, var en van skidåkare och vandrare. Trots flera utredningar har man inte lyckats fastställa varför de nio skidåkarna övergav sitt läger mitt i natten den 2 februari 1959 och frös ihjäl. Inte heller har man lyckats utreda hur de avlidnas märkliga skador uppkommit.
Otorten (ryska Оторте́н, mansiska Лунт-Хусап-Сяхыл) är 1 234 meter över havet.